# 2-氯喹啉
2-氯喹啉（英語：2-Chloroquinoline）是一种有机化合物，化学式为ClC9H6N。它是喹啉的几种异构氯代衍生物之一。2-氯喹啉可由乙烯基苯胺和光气制备。它是2,2'-联喹啉的前体。